# Лавар (Казахстан)
Лава́р (каз. Лавар) — село у складі Єнбекшиказахського району Алматинської області Казахстану. Входить до складу Каратурицького сільського округу.
Населення — 408 осіб (2021; 450 у 2009, 400 у 1999, 367 у 1989).